# Карлссон, Хенри
Хенри Карлссон (швед. Henry Carlsson, 27 октября 1917, Фальчёпинг — 28 мая 1999) — шведский футболист, играл на позиции нападающего за «АИК», мадридский «Атлетико» и национальную сборную Швеции. По завершении игровой карьеры — футбольный тренер.

## Клубная карьера
Во взрослом футболе дебютировал в 1939 году выступлениями за команду «АИК», в которой провел девять сезонов, приняв участие в 192 матчах чемпионата. Бо́льшую часть времени, проведенного в составе клуба «АИК», был основным игроком команды. В составе «АИКа» был одним из главных бомбардиров команды, имея среднюю результативность на уровне 0,51 гола за игру первенства.
Позже, в 1948—1949 годах, играл в составе французского «Стад Франсе».
В 1949 году перешёл в мадридский «Атлетико», за который отыграл четыре сезона. Играя в составе «Атлетико», как правило, выходил на поле в основном составе команды. В новом клубе был среди лучших голеодоров, отличаясь забитым голом, в среднем, по меньшей мере, в каждой третьей игре чемпионата. Завершил профессиональную карьеру футболиста выступлениями за «Атлетико» в 1953 году.

## Выступления за сборную
В 1941 году дебютировал в официальных матчах в составе национальной сборной Швеции. В течение карьеры в национальной команде, которая длилась девять лет, провел в форме главной команды страны 26 матчей, забив 17 голов.
В составе сборной был участником футбольного турнира на Олимпийских играх 1948 года в Лондоне, получив тогда титул олимпийского чемпиона.

## Карьера тренера
Начал тренерскую карьеру вскоре после завершения карьеры игрока, возглавив в 1956 году тренерский штаб клуба АИК.
В дальнейшем возглавлял команду клуба «Сундбюберг», в 1965—1966 годах вновь тренировал АИК.
Последним местом тренерской работы был клуб «Броммапойкарна», команду которого Генри Карлссон возглавлял как главный тренер до 1971 года.
Умер 28 мая 1999 года на 82-м году жизни.

## Титулы и достижения
- Олимпийский чемпион: 1948
- Бронзовый призёр Латинского кубка (2): 1950, 1951